# Håvard Nordtveit
Håvard Nordveit (Vats, Norvégia, 1990. Június 21.) norvég válogatott labdarúgó, aki jelenleg a TSG 1899 Hoffenheim játékosa.

## Pályafutása

### Klubok

#### Norvégia
Nordtveit a Vats 94 és Skjold ificsapatában kezdte pályafutását. 2006. augusztus 20-án a legfiatalabb játékos lett a Haugesund csapatában. a 2007-es norvég labdarúgó-bajnokságban kilencszer lépett pályára a Haugesund színeiben. Ugyanebben a szezonban a norvég kupában is játszott a Djerv 1919 ellen, Løv-Ham ellen pedig gólt is szerzett.

#### Arsenal
Arsène Wenger 2007. június 11-én egy meccsen látta meg a játékost, majd tárgyalásokat kezdett az átigazolása érdekében. A klub először magas árat kért a játékosért, a norvég média 20 millió norvég koronáról számolt be.
A Haugesund kapitánya, Kevin Nicol és Nordtveit korábbi edzője, Nils Johan Semb európa legjobb védekező tehetségének tartotta a játékost.
Első Arsenal-meccsét a  Barnet ellen játszotta 2007. július 14-én.

#### Kölcsönben
2008. augusztus 18-án a Salamancához került kölcsönjátékosként, azonban október 29-én az Arsenal visszahívta.
2009. március 10-én a Lillestrømnak adták kölcsön 2009. augusztus 1-ig.
2009. július 28. óta az 1. FC Nürnberg játékosa, kölcsönként az Arsenaltól.
2010. december 30-án 3 és fél évre aláírt a Borussia Mönchengladbach együtteséhez, amely 800 000 £-ért igazolta le. 2016. május 16-án bejelentették, hogy 5 évre aláírt, de csak július 1-jén csatlakozik a West Ham United csapatához. 2017. június 20-án elhagyta az angol klubot és a német TSG 1899 Hoffenheim csapatához írt alá.

## Fordítás
- Ez a szócikk részben vagy egészben  a   Håvard Nordveit című angol Wikipédia-szócikk fordításán alapul.  Az eredeti cikk szerkesztőit annak laptörténete sorolja fel. Ez a jelzés csupán a megfogalmazás eredetét és a szerzői jogokat jelzi, nem szolgál a cikkben szereplő információk forrásmegjelöléseként.

## Külső hivatkozások
- Profilja az Arsenal oldalán
- Soccerbase
- ESPN Archiválva 2009. április 2-i dátummal a Wayback Machine-ben